# Audoeno di Rouen
Audoeno o Dadone di Rouen (in francese Ouen; Sancy-les-Cheminots, 609 – Clichy, 24 agosto 684) è stato un vescovo e santo franco, consigliere, referendario (più precisamente Gran Referendario) e cancelliere di diversi sovrani merovingi e vescovo di Rouen. È venerato come santo dalla chiesa cattolica che lo ricorda il 24 agosto.

## Biografia
Nato da una nobile famiglia neustriana, venne educato nel monastero di San Medardo a Soissons ed ebbe modo di frequentare san Colombano e san Farone di Meaux. Ancor giovane, entrò a servizio dei re franchi sotto Clotario II, grazie al quale poté conoscere anche san Vandregisilo, san Romano, san Desiderio e san Sulpizio il Pio; il successore di Clotario, Dagoberto I, ne fece il suo Cancelliere, carica che Audoeno mantenne anche sotto il figlio di Dagoberto, Clodoveo II. Divenne il principale consigliere di santa Batilde, moglie di Clodoveo e reggente per conto di Clotario III.
Ancora laico, nel 636 Audoeno fondò un'abbazia a Rebais, su un terreno donatogli per tale scopo da Dagoberto I, e per popolarla fece arrivare un gruppo di monaci da Luxeuil, una delle numerose abbazie fondate da san Colombano.
L'abbazia di Rebais venne affidata a sant'Agilo che ne divenne il primo abate.
Nel 640 venne eletto vescovo di Rouen e il 13 maggio 641 ricevette l'ordinazione episcopale.
Nel 644 convocò il sinodo di Chalon-sur-Saône per lottare contro la simonia; incentivò le missioni per evangelizzare i pagani ancora presenti nella sua diocesi e favorì l'espandersi della vita monastica, consacrando le chiese abbaziali di Fontenelle, fondata dal suo vecchio amico san Vandregisilo, e di Jumièges, fondata da san Filiberto. Redasse anche una Vita di Sant'Eligio.
Morì nel 684 a Clichy, nei pressi di Parigi, e venne sepolto nel monastero di San Pietro (oggi Saint-Ouen) a Rouen.

## Il culto
Memoria liturgica il 24 agosto.
(Martirologio Romano)